# Tatár Endre (színművész, 1908–1980)
Tatár Endre, született Czimbolinecz Endre, névváltozatai: C. Turáni Endre, Turáni C. Endre, Cz. Turáni Endre, Tatár Endre id., id. Tatár Endre (Nyíregyháza, 1908. április 8. – Szolnok, 1980. május 22.) magyar színész.

## Életútja
A nyíregyházi községi polgári fiúiskolában tanult. 1927-ben, kereskedelmi érettségijének évében Sörkabarét létesített, amiért kicsapták. 

„…történetem egy kocsmából indult. Nyíregyházán. Az évben érettségiztem volna … Izgett-mozgott bennem az ördög, s mondom a kocsmárosnak: unalmasak ezek az ivászatok, álmos az élet, majd én fellendítem az üzletét. Rávettem, engedje meg, hogy minden héten háromszor sörkabarét csináljak a kocsmájában. Ja, igen: hogy a tanárok meg ne tudják, hogy én vagyok, felvettem a Tatár nevet. Sikerem volt, tapsolt a sörhasú közönség. Igen ám, de öt héttel az érettségi előtt a dobogóm körüli asztaloknál ott ült a tanári kar. Az ország összes kereskedelmi iskolájából kicsaptak … Később tehettem kínkeservesen pótérettségit. Ez 1927-ben történt.”

Ezután Rákosi Szidi színitanodájában végzett mint sorkosztos.

„…sorkosztos növendék voltam. Hogy ez mit jelent? Hétfőn Desseffy nagyságos úréknál vacsoráztam, szerdán Brüchner kegyelmes úréknál, csütörtökön sehol… pénteken ahová hívtak, ha hívtak. Mégis felejthetetlen emlék … Rákosi Szidit aztán én búcsúztattam a növendékek nevében. Ő juttatott az első szerepeimhez, Köpeczy Boócz Lajos kabarétársulatával a Fekete szivárványban léptem először színpadra… volt a partnerem Karády Katalin, Bulla Elma, Dajka Margit, Gobbi Hilda… Págerral együtt csináltam a Földindulást is…  nem restelltem soha az epizódokat sem.”

Köpeczi-Boócz Lajos társulatában játszott, majd 1936-ban a budapesti Kamaraszínház tagja volt. Az 1940-es évek első felében játszott az Óbudai Kisfaludy Színházban, majd a Józsefvárosi Színházban. 1943 októberében Czimbolinecz családi nevét hivatalosan is Turánira változtatta. 1943-ban az Andrássy Színházban szerepelt. Több filmben is játszott mint epizodista. 1943-ban főszerepet kapott a Futóhomok című filmben. Egy 1958-as próbafelvételen is látható, amely a Csigalépcső című filmhez készült, ebben már Tatár Endre néven szerepelt. Az 1950-es években családjával együtt kuláknak minősítették és internálták. 1954-től 1958-ig a Miskolci Nemzeti Színház művésze volt. 1956 után is retorziók érték. 1959-től a szolnoki Szigligeti Színház társulatának tagja volt. Fia, ifj. Tatár Endre is színész lett. Másik két gyermeke: János, aki 1971-ben és Julika, aki 1976-ban született.

## Színházi szerepeiből
- William Shakespeare: Othello... Montano
- William Shakespeare: Lear király... Bajhírnök, Alban szolgálatában
- Niccolò Machiavelli: Mandragóra... Siró
- Molière: Dandin György... Dandin György
- Molière: Botcsinálta doktor... Geronte, Lucinde apja
- Alekszandr Nyikolajevics Osztrovszkij: Farkasok és bárányok... Klavgyij Goreckij
- Alekszej Nyikolajevics Arbuzov: Vándorévek... Szoldatyenkov, őrmester
- Victorien Sardou: A szókimondó asszonyság... Vabontrain
- Bertolt Brecht: Puntila úr és a szolgája, Matti... A nyamvadt
- Jacques Deval – Nádas Gábor – Szenes Iván: Potyautas... Pivier, steward
- Katona József: Bánk bán... Tiborc
- Nóti Károly: Nyitott ablak... Őrmester
- Molnár Ferenc: Liliom... Fogalmazó
- Bródy Sándor: A tanítónő... Postás
- Móricz Zsigmond: Nem élhetek muzsikaszó nélkül... Lajos bácsi
- Móricz Zsigmond: Légy jó mindhalálig... Bagoly, tanár
- Mesterházi Lajos: A tizenegyedik parancsolat... Kadács
- Mesterházi Lajos: Pesti emberek... Tizedes
- Nyíri Tibor: Menyasszonytánc... Mulatós Farkas
- Sásdi Sándor: Cseresznyevirág... Szedeli Farkas
- Karinthy Ferenc: Ezer év... Vak
- Tabi László – Szigligeti Ede: Párizsi vendég... Bandi
- Kálmán Imre: A montmarte-i ibolya... Durand
- Kálmán Imre: Cirkuszhercegnő... Tóni
- Lehár Ferenc: Luxemburg grófja... Lanchester
- Jacobi Viktor: Leányvásár... Jim Steward

## Filmszerepei
- Magyar feltámadás (1938-39) – magyar katonatiszt
- Bors István (1938-39) – béres
- Párbaj semmiért (1939) – férfi a kocsmában
- Erzsébet királyné (1940) – magyar lázadó huszár
- A gorodi fogoly (1940) – Feri, magyar szökött katona
- Gyurkovics fiúk (1940-41) – Gyurkovics András
- Leányvásár (1941) – parasztlegény a leányvásáron
- Csákó és kalap (1941) – őrmester
- Bob herceg (1941) – kocsmai vendég
- Kísértés (1941) – Horváth Rudi, Cecil öccse
- Gentryfészek (1941)
- Emberek a havason (1941-42) – utas
- Behajtani tilos! (1941-42) – szemtanú
- Szíriusz (1942) – Kaunitz Vencel gróf
- Házasság (1942) – Dr. Horváth
- Negyedíziglen (1942) – Domokos, hadnagy
- Szerelmi láz (1942) – útlevél ügyintéző
- Férfihűség (1942) – Bandi, mérnök
- Külvárosi őrszoba (1942) – Vaksi Pista
- Éjféli gyors (1942) – Szabó Peti, vasúti tiszt
- Szerető fia, Péter (1942) – az intéző segédje
- Üzenet a Volga-partról (1942) – Barna János tizedes
- Az éjszaka lánya (1942) – Misu, betörő
- Ópiumkeringő (1942) – János, inas
- Késő (1943) – ápoló
- Makrancos hölgy (1943) – János, Jámbor ál-öccse
- Megálmodtalak (1943) – szállodai főpincér
- Kerek Ferkó (1943) – Balázs, intéző
- Futótűz (1943) – Balázs Balambér
- Nemes Rózsa (1943) – Félix, inas
- Rákóczi nótája (1943) – kuruc harcos
- Aranypáva (1943) – Csordás Miska, parasztlegény
- Fény és árnyék (1943) – vendég Éva estélyén
- Ördöglovas (1943) – Sándor Móric útitársa
- Futóhomok (1943) – Csöngős Gyuri, kovács
- Viharbrigád (1943) – Sanda Sanyi
- A két Bajthay (1944) – Lelkes Istók, béres
- A három galamb (1944) – Fazekas úr, patikus
- Kétszer kettő (1944, újraforgatva 1945) – Bakó Pista
- Írott malaszt (MTV, 1974)
- Fogjuk meg és vigyétek! (1978) – id. Varró Sándor
- Gyümölcsoltó Boldogasszony (MTV, 1978)
- Illetéktelenek (MTV, 1978)
- Imre (MTV, 1978)